# فهرست قوانین عجیب
این لیستی از قوانین غیرمعمول است که به عنوان قوانین گنگ نیز شناخته می‌شود - قوانین، اساسنامه و آیین‌نامه‌هایی که عجیب و غریب یا غیرعادی تلقی شده‌اند.

## فهرست
- ممنوعیت آدامس در سنگاپور[۱][۲][۳]
- بیل ایندیانا پی - در سال ۱۸۹۷ مجمع عمومی ایندیانا قانونگذاری ریاضیات را در نظر گرفت.[۴][۵]
- منع مرگ - قوانین، به‌طور معمول مرگ را در ساختمانها و مناطق خاص ممنوع اعلام کردند
- پوشیدن زره پوش در مجلس.[۶][۷]
- قانون سالمون ۱۹۸۶، بخش ۳۲: «دست زدن به ماهی قزل آلا در شرایط مشکوک»[۸][۷]
- در جامائیکا،[۹] عربستان سعودی[۱۰] و باربادوس[۱۱] پوشیدن لباس استتار غیرقانونی است.